# Котинга-білокрил амарантова
Котинга-білокрил амарантова (Xipholena punicea) — вид горобцеподібних птахів родини котингових (Cotingidae).

## Поширення
Поширені в тропічній зоні в північній частині Південної Америки — у Французькій Гвіані, Венесуелі, Колумбії, Еквадорі та Бразилії північніше басейну Амазонки. Численні в лісах різного типу, в гори піднімаються до висоти 1500 м.

## Опис
Самець зверху темно-червоний, крила білі, дзьоб жовтуватий. Самиця непоказна, коричнева. Будують невеликі чашоподібні гнізда в розвилках гілок. Відкладають тільки одне яйце, оскільки такі маленькі гнізда не вміщують понад одного пташеняти.